# Thelma Lee
Thelma Lee, geboren als Thelma Laderman (9. November 1916 in der Bronx, New York – 11. März 2012 in Mercer Island, Washington), war eine US-amerikanische Schauspielerin und Komikerin.

## Leben
Im Theater war sie bereits Ende der 1930er Jahre in dem Stück  Sing Out the News erstmals zu sehen. Erst 1970 wurde sie dort wieder aktiv, in Minnie's Boys. 1972 folgte die Komödie Fun City. Von 1976 bis 1977 spielte sie Golde in Fiddler on the Roof.
Lee begann ihre Karriere als Komikerin in der Comedy-Serie Toast of the Town in den frühen 1960er Jahren.
Ende der 1970er Jahre wurde sie in Kino- und Fernsehproduktionen als Schauspielerin aktiv. 1979 wirkte sie in Stimmen der Liebe an der Seite von Michael Ontkean und Amy Irving mit. In den 1980er Jahren war ihre erste Rolle 1983 in der TV-Serie Männerwirtschaft. Noch im selben Jahr wirkte sie in The King of Comedy mit Robert De Niro, Jerry Lewis und Sandra Bernhard mit.
Im Fernsehfilm Izzy & Moe hatte sie die Rolle der „Mrs. Perlman“. 1988 wirkte sie in dem Science-Fiction-Film Sie leben mit, an der Seite von Meg Foster und Gregory J. Barnett. 1991 war sie mit Ed Begley junior, Rif Hutton und Viola Kates Stimpson in dem Fernsehdrama The Story Lady zu sehen, sowie 1994 im Science-Fiction-Film Future Shock, der von Bryan Burk produziert wurde.
Lee absolvierte Gastrollen in Episoden von Throb (1986), Doogie Howser, M.D. (1989), Jake und McCabe – Durch dick und dünn (1990) und 1991 Top of the Heap.
1990 war sie in Raumschiff Enterprise: Das nächste Jahrhundert in einer Episode der dritten Staffel, Sins of the Father als Kahlest zu sehen.
Zu ihren letzten bekannten Auftritten gehören die Komödie Always Say Goodbye von 1996 und 1998 zwei Episoden der Serie The Love Boat: The Next Wave mit Phil Morris.
Sie ist die Schwester der Schauspielerin und Produzentin Madeline Lee Gilford (1923–2008).

## Filmografie
- 1979: Stimmen der Liebe (Voices)
- 1982: The King of Comedy
- 1983: Männerwirtschaft (The New Odd Couple, Fernsehserie, eine Folge)
- 1985: Izzy & Moe (Fernsehfilm)
- 1986: Throb (Fernsehserie, eine Folge)
- 1988: Sie leben (They Live)
- 1989: Doogie Howser, M.D. (Fernsehserie, eine Folge)
- 1990: Jake und McCabe – Durch dick und dünn (Jake and the Fatman, Fernsehserie, eine Folge)
- 1990: Raumschiff Enterprise: Das nächste Jahrhundert (Star Trek: The Next Generation, Fernsehserie, eine Folge)
- 1991: Top of the Heap (Fernsehserie, eine Folge)
- 1991: The Story Lady (Fernsehfilm)
- 1994: Future Shock
- 1996: Always Say Goodbye
- 1998: The Love Boat: The Next Wave (Fernsehserie, zwei Folgen)